# 경구 혈당 강하제
경구 혈당 강하제(영어: Oral Hypoglycemic Agent, OHA)는 2형 당뇨병에 대해 혈당치를 정상화시킴으로써 만성 합병증의 위험을 경감시키는 목적으로 처방되는 약물의 총칭이다.